# Druivenkoers 1979
La Druivenkoers 1979, diciannovesima edizione della corsa, si svolse il 2 settembre 1979 su un percorso con partenza e arrivo a Overijse. Fu vinta dal belga Ludo Peeters della Ijsboerke-Warncke Eis davanti ai suoi connazionali Frank Hoste e Eric Van de Wiele.

## Ordine d'arrivo (Top 10)
| Pos. | Corridore         | Squadra                 | Tempo |
| ---- | ----------------- | ----------------------- | ----- |
| 1    | Ludo Peeters      | Ijsboerke-Warncke Eis   |       |
| 2    | Frank Hoste       | Marc Zeep Savon-Superia |       |
| 3    | Eric Van de Wiele | Ijsboerke-Warncke Eis   |       |